# Gilbert Newton Lewis
Gilbert Newton Lewis (23. října 1875, Weymouth – 23. března 1946, Berkeley) byl americký fyzikální chemik – objevitel fotonu a těžké vody.

## Život
Číst se naučil již ve třech letech. Studovat začal na Univerzitě v Nebrasce, ale bakalářský titul nakonec získal na Harvardu (1896). Tam nakonec získal i doktorát (1899), pod vedením Theodora Williama Richardse. Poté absolvoval studijní pobyt v Evropě, u Walthera Hermanna Nernsta v Göttingenu a Wilhelma Ostwalda v Lipsku. Pak se vrátil na Harvard, působil chvilku na MIT, aby nakonec zakotvil na Úřadu měr a vah v Manile.

## Dílo
Učinil zásadní objevy v oblasti chemické vazby: kovalentní vazbou (sdílení jednoho nebo více párů elektronů mezi dvěma prvky), elektronovými páry (dva elektrony na stejné orbitě, ale s opačnými spiny), Lewisovou strukturou (vazby mezi atomy v molekule a osamocenými páry elektronů), s valenční teorií vazby (jedna ze dvou kvantových teorií chemické vazby) ad.V roce 1912 začal experimentovat s baterií na bázi lithia, která měla nahradit nikl-kadmiovou baterii, jež dominovala prostoru přenosných zařízení po řadu let. Lithium, nejlehčí ze všech kovů, má díky své vysoké hustotě energie obrovské množství elektrochemického potenciálu. Přirozená nestabilita kovového lithia se však ukázala jako problematická, když se zařízení pro ukládání energie dobíjelo. Roku 1926 jako první definoval foton. Roku 1933 jako první při separaci izotopů vyrobil těžkou vodu. Lewis přispěl i k rozvoji termodynamiky a fotochemie. Rozvinul též nový koncept kyselin a zásad (Lewisova kyselina, Lewisova zásada). Jednačtyřicetkrát byl nominován na Nobelovu cenu, nikdy ji však nezískal.